# Louis Eugène Dupont
Louis Eugène Dupont (* 22. August 1839 in Troinex; † 12. Dezember 1901 in Genf) war ein Schweizer Ingenieur, Politiker und Diplomat.

## Leben
Geboren als Sohn des Lehrers Joseph Pierre Dupont und der Louise geb. Godet studierte Louis Eugène Dupont am Polytechnikum Zürich Ingenieurwesen. Er wurde beim dortigen Corps Rhenania aktiv und am 31. Oktober 1857 rezipiert. Nach Abschluss des Studiums war er in Genf als Ingenieur für Strassenbahnbau tätig. So erbaute er die erste Strassenbahn zwischen Genf und Chêne-Bourg. 1866 wurde er in den Grossen Rat des Kantons Genf gewählt. 1873 ging er nach Russland, wo er in Riga und Sankt Petersburg mehrere Strassenbahnlinien baute. 1875 wurde er als Nachfolger von Jakob François Louis Philippin Schweizer Generalkonsul und Missionschef in Sankt Petersburg. 1900 wurde Konrad Schinz sein Nachfolger. Er kehrte nach Genf zurück, wo er im folgenden Jahr verstarb.